# Guerres Tenshō Iga
Les Guerres Tenshō Iga (天正伊賀の乱 Tenshō Iga no Ran?) o L'atac a Iga (伊賀攻め Iga-zeme?) o Pacificació d'Iga (伊賀平定 Iga Heitei?) és el nom donat a dues invasions de la província d'Iga per part del Clan Oda durant el Període Sengoku. La província va ser conquerida per Oda Nobunaga el 1581 després d'una temptativa infructuosa per part del seu fill Oda Nobukatsu l'any 1579. El nom de les guerres ve donat per l'Era Tenshō (1573-1592) en la que van tenir lloc.

Mapa de localitzacions

## Rerefons
Geogràficament, la regió d'IGa estava rodejada per muntanyes en tots els seus costats, que només podien ser creuades per senders estrets. Aquest fet, més la distància de la regió vers les principals rutes de transport, feia que Iga fos fàcilment defensable per un relativament reduït nombre de persones i que no fos un objectiu prioritari per a conqueridors externs. El Clan Niki havia servit com a shugo de la província per al shogunat Ashikaga, però el seu control mai havia estat fort i es va anar debilitant més, segons decreixia l'autoritat del shogun. Cap gran senyor de la guerra havia aconseguit ocupar el seu lloc, tot i que els Rokkaku al nord, i els Kitabatake a l'est havien estès la seva influència sobre parts de la província. Al mateix temps, com també havia passat a àrees veïnes, la província va acabar sent controlada per una lliga (ikki) de nombrosos clans guerrers locals (jizamurai) que s'havien constituït per a defensar la dependència de l'àrea vers les forces militars forasteres. Les dades dels orígens de la lliga són desconeguts, però per la meitat del segle XVI s'havia formalitzat com la "lliga de tots els comuns d'Iga" (伊賀惣国一揆, Iga Sōkoku Ikki).
Després de la batalla d'Okehazama el 1560, n'Oda Nobunaga de la província d'Owari comença a establir-se com a daimyo del Japó central, expandent ràpidament el seu territori. El 1567 va començar la seva invasió de la província d'Ise, que portava llarg temps sota el control del clan Kitabatake. De mica en mica va incitar als vassalls de Kitabatake a canviar de bàndol, i va forçar a en Kitabatake Tomofusa, el cap del clan, a demandar la pau, després de la batalla del castell d'Okawachi el 1569. Com a part del tractat de pau, en Tomofusa va adoptar el fill d'en Nobunada, Nobukatsu, com a seu, cedint gran part de la seva autoritat als Oda. El desembre de 1576 en Nobunaga i en Nobukatsu van assassinar pràcticament tots els líders del clan Kitabatake (l'incident Mise), fonamentant el seu control d'Ise.

## Primera Guerra Tenshō Iga (1579)
El jove Nobukatsu, que ara tenia el control sobre Ise, es va decidir a expandir el seu domini sobre Iga. Al març de 1578, Shimoyama Kai, un anterior vassal menor de Kitabatake d'Iga, va visitar en Nobukatsu a la seva residència a Matsugashima i el va urgir a envair Iga, sobre la base d'una llista d'afronts comesos. Aquestes incloien l'expulsió d'en Niki Yubai, l'oficialment shugo d'Iga, el juny de l'any anterior. Temptat per la possibilitat d'afegir Iga als seus dominis, Nobukatsu va encarregar a Takigawa Kazumasu construir un castell a Maruyama, a Iga, per a servir com a punt de partida de la campanya.
Alertats de les intencions d'en Nobukatsu per la construcció de castells, els guerrers d'Iga es van decidir a atacar abans que aquests s'haguessin completat. Van atacar el Castell de Maruyama a trenc d'alba del 24 de novembre de 1578. Agafats completament per sorpresa, en Takigawa va ser forçat a fugir del castell, que va ser cremat posteriorment, per les forces d'Iga. Takigawa va replegar el remanent de les seves forces a la veïna Tsuzumigamine, però va tornar a ser derrotat i obligat a retirar-se a Ise.
Humiliat i irat per aquesta retirada, en Nobukatsu va voleratacar immediatament Iga, però va ser persuadit pels seus consellers a esperar. Encara determinat a atacar un any després, va planificar una invasió per tres vies. Va partir de Matsugashima el 6 d'octubre de 1579. Les forces d'Iga ràpidament van saber de les preparacions d'en Nobukatsu i van fer plans per a l'encontre. En Nobukatsu i la seva força principal de 8.000 homes van entrar a Iga des del pas de Nagano l'endemà de la seva partida, però van patir una emboscada en el mateix pas. Les forces d'Iga que els esperaven van fer ús del seu coneixement del terreny i de tàctiques de guerrilla per a sorprendre i confondre l'exèrcit d'en Nobukatsu. Aquest es va veure obligat a enretirar-se, patint grans baixes i amb l'exèrcit completament desorganitzat. Els altres dos blocs de tropes invasores (1.500 homes liderats per Tsuge Saburō pel pas d'Onikobu i 1.300 homes liderats per Nagano Sakyōnosuke pel pas d'Aoyama) van patir un destí similar, en el que Tsuge va perdre la vida. Tal com menciona l'Iranki, en Nobukatsu va patir baixes per milers.
La campanya va resultar ser un desastre; no només va ser derrotat en Nobukatsu, si no que també va perdre un dels seus generals. Encara més, en Nobukatsu no havia consultat en Nobunaga abans de llençar l'atac. L'atac d'en Nobukatsu estava parcialment motivat pel desig de provar el seu mèrit davant del seu pare. En canvi, en Nobunaga va entrar en còlera quan es va assabentar de les accions del seu fill i va tractar de repudiar-lo.

## Segona Guerra Tenshō Iga (1581)
El 30 de setembre de 1581, en Nobunaga llença la seva pròpia invasió d'Iga a una escala molt major. El desencadenant d'aquesta segona invasió va ser la visita que dos habitants d'Iga havien fet el mes anterior al Castell Azuchi, la fortalesa d'en Nobunaga, en la qual els homes es van oferir a servir de guies per a una invasió de la província. En Nobunaga hi va estar d'acord i els va recompensar.
En aquell moment, el clan Oda estava en l'apogeu del seu poder. Controlava la major part del Japó central, incloent-hi tots els territoris que vorejaven Iga. Estava doncs, en disposició de congregar un gran exèrcit que va atacar la província per totes direccions.
1. 10.000 homes sota el comandament d'en Nobukatsu i en Tsuda Nobusumi entrant des d'Ise a través del Pas d'Aoyama vers el sud-est.

2. 12.000 homes sota el comandament d'en Niwa Nagahide i en Takigawa Kazumasu entrant des de Tsuge vers el nord-est.

3. 7.000 homes sota el comandament d'en Gamō Ujisato i en Wakisaka Yasuharu entrant des de Tamataki vers el nord.

4. 3.700 homes sota el comandament d'en Tsutsui Junkei entrant des de Kasama vers el sud-oest.

5. 7.000 homes sota el comandament de n'Asano Nagamasa entrant des de Hase vers el sud-oest.

6. 2.300 homes sota el comandament de n'Hori Hidemasa entrant des de Tarao vers el nord-oest.
Contra aquest gran exèrcit de 42.000 homes, els defensors d'Iga comptaven amb no més de 10.000 homes, i aquests es trobaven disseminats per la província. Les forces d'Oda avançaven cremant castells, santuaris i temples, trobant-se relativament poca resistència. Les accions militars més significatives van tenir lloc al Setge del Castell d'Hijiyama, que era el punt de reunió de les forces del nord d'Iga, i el Setge del Castell de Kashiwara, al sud, sota el comandament de n'Hattori Hanzō. Amb la rendició del Castell de Kashiwara el 8 d'octubre, la resistència organitzada d'Iga es va acabar. N'Hattori Hanzō va ser donat per mort en l'incendi final del Castell, però va poder fugir vers terrenys fora del control del clan Oda.
El mateix Nobunaga va recórrer la província conquerida el mateix novembre, per a, tot seguit, retirar les seves tropes, deixant el control en mans d'en Nobukatsu.

## Impacte
L'espionatge i les tàctiques de guerrilla desenvolupades per les milícies civils d'Iga es prenen com la base que va servir per a formar la tradició "ninja" de la regió. Després de la seva derrota, forces d'Iga van ser llogades com a tropes auxiliars (mercenaris) per altres forces militars.